# 大村嘉奈
大村 嘉奈（おおむら かな、1964年10月11日 - ）は、日本の柔道家。現役時代は72kg級及び72kg超級の選手。広島県出身。

## 人物
就実高校1年の時に体重別選手権66kg超級決勝で鈴木金属工業の佐藤広世に敗れるも2位となった。続く強化選手選考会では72kg超級に出場して、決勝で宮城学院中学教員の川村順子に敗れた。2年の時には体重別選手権で3位だった。3年の時には体重別選手権の決勝で茂原農業高校の鈴木洋子に敗れて2位にとどまった。
1983年には東海大学へ進学すると、1年の時には体重別選手権の決勝で鈴木を破って、ようやく全国大会初優勝を遂げた。2年の時には体重別選手権の72kg級で3位だったが、強化選手選考会では決勝で浪人生の田辺陽子を破って優勝を飾った。3年の時には強化選手選考会の決勝で日本大学1年の田辺に敗れると、体重別選手権の決勝でも市立沼津高校3年の佐々木光に敗れて2位だった。初開催となった女子の正力杯では無差別で3位になった。4年の時には正力杯の56kg超級で3位、強化選手選考会の72kg超級決勝では松戸馬橋高校2年の鈴木香に敗れた。
クラレ岡山に進んだ1987年には体重別選手権と強化選手選考会でそれぞれ3位だった。

## 主な戦績
- 1980年 -　体重別選手権　2位(66kg超級)
- 1981年　- 強化選手選考会　2位(72kg超級)

66kg超級での戦績
- 1981年 -　体重別選手権　3位
- 1982年 -　体重別選手権　2位
- 1983年 -　体重別選手権　優勝

72kg級での戦績
- 1984年 -　体重別選手権　3位
- 1984年　- 強化選手選考会　優勝
- 1985年　- 強化選手選考会　2位
- 1985年 -　体重別選手権　2位
- 1985年　- 正力杯　3位　無差別
- 1986年　- 正力杯　3位(56kg超級)

72kg超級での戦績
- 1986年　- 強化選手選考会　2位
- 1987年 -　体重別選手権　3位
- 1987年　- 強化選手選考会　3位

(出典、JudoInside.com)